# 3107 Вівер
3107 Вівер (3107 Weaver) — астероїд головного поясу, відкритий 5 травня 1981 року.
Тіссеранів параметр щодо Юпітера — 3,635.